# Гатва, Шути
Мизе́ро Шу́ти Га́тва (англ. Mizero Ncuti Gatwa: /ˈ(n)ʃuːti ˈɡætwɑː/; род. 15 октября 1992, Кигали) — шотландский актёр руандийского происхождения. Получил известность благодаря роли Эрика Эфионга в комедийно-драматическом телесериале Netflix «Половое воспитание», а также роли Пятнадцатого Доктора в телесериале «Доктор Кто».

## Ранние годы
Шути Гатва родился в районе Ньяругенге города Кигали (Руанда) 15 октября 1992 года. Отец — доктор богословия Тарсис Гатва, родом из района Каронге, работал местным журналистом.
Семья бежала от геноцида в Руанде против тутси в 1994 году и поселилась в Шотландии. Они жили в Эдинбурге и Данфермлине. Гатва учился сначала в средней школе «Boroughmuir» в Эдинбурге, затем перешёл в среднюю школу в Данфермлине и окончил Королевскую консерваторию Шотландии в Глазго со степенью бакалавра в области актёрского мастерства в 2013 году. В 2022 году консерватория наградила его почётной докторской степенью.

## Карьера
В мае 2018 года было объявлено, что Шути Гатва сыграет одну из главных ролей в комедийно-драматическом телесериале Netflix «Половое воспитание», а именно роль Эрика Эфьонга. Премьера первого сезона «Полового воспитания» состоялась 11 января 2019 года.
Роль Эрика Эфионга оценили кинокритики, похвалив, что в сыгранной роли Шути Гатве удалось избежать клише гея и чернокожего «лучшего друга», как стереотипного и второстепенного персонажа.
8 мая 2022 года было объявлено, что Гатва исполнит роль Пятнадцатого Доктора в британском научно-фантастическом телесериале Би-би-си «Доктор Кто». Первая серия с его участием, третий спецвыпуск 2023 года «Смешок», вышел 9 декабря 2023 года. Первой полноценной серией с ним в главной роли стал рождественский спецвыпуск 2023 года «Церковь на Руби-роуд», вышедший 25 декабря, а в мае 2024 года состоялась премьера 14-го сезона. 31 мая 2025 года было объявлено, что Гатва покинул сериал после эпизода «Война реальности».

## Личная жизнь
В августе 2023 года Гатва совершил каминг-аут, охарактеризовав себя как квира.

## Фильмография
| Год       |    | Русское название                     | Оригинальное название                         | Роль                                            |
| --------- | -- | ------------------------------------ | --------------------------------------------- | ----------------------------------------------- |
| 2014      | с  | Боб Сервант                          | Bob Servant                                   | покупатель (1 серия)                            |
| 2015      | с  | Каменное Устье                       | Stonemouth                                    | Дуги (2 серии)                                  |
| 2019—2023 | с  | Половое воспитание                   | Sex Education                                 | Эрик Эфьонг                                     |
| 2019      | ф  | Ужасные истории: Древние римляне     | Horrible Histories: The Movie – Rotten Romans | Тимидий                                         |
| 2021      | ф  | Последнее письмо от твоего любимого  | Last Letter from Your Lover                   | Ник                                             |
| 2022      | ки | GRID Legends                         | GRID Legends                                  | Валентин Манци (голос и захват движения)        |
| 2023      | ф  | Барби                                | Barbie                                        | Кен                                             |
| 2023      | тф | Приключение в пространстве и времени | An Adventure in Space and Time                | камео (заменил Мэтта Смита из версии 2013 года) |
| 2023—2025 | с  | Доктор Кто                           | Doctor Who                                    | Пятнадцатый Доктор                              |
| 2024      | с  | Властелины воздуха                   | Masters of the Air                            | второй лейтенант Роберт Дэниэлс                 |
| 2025      | ф  | Война супругов Роуз                  | The Roses                                     |                                                 |

## Награды и номинации
| Год  | Награда                                  | Категория                                        | Работа               | Результат |
| ---- | ---------------------------------------- | ------------------------------------------------ | -------------------- | --------- |
| 2019 | MTV Movie Awards                         | Лучший прорыв года                               | «Половое воспитание» | Номинация |
| 2019 | MTV Movie Awards                         | Лучший поцелуй (с Коннором Суинделлом)           | «Половое воспитание» | Номинация |
| 2019 | BAFTA Scotland                           | Лучший актёр на телевидении                      | «Половое воспитание» | Номинация |
| 2019 | Эдинбургский международный телефестиваль | Лучший прорыв                                    | «Половое воспитание» | Номинация |
| 2020 | Кинофестиваль в Ньюпорт-Бич              | Прорыв артиста                                   | «Половое воспитание» | Победа    |
| 2020 | Broadcasting Press Guild Awards          | Лучший актёр                                     | «Половое воспитание» | Номинация |
| 2020 | Broadcasting Press Guild Awards          | Лучший прорыв                                    | «Половое воспитание» | Победа    |
| 2020 | Royal Television Society Awards          | Комедийное исполнение (мужское)                  | «Половое воспитание» | Победа    |
| 2020 | Young Scot Awards                        | Развлечение                                      | «Половое воспитание» | Победа    |
| 2020 | BAFTA Television Awards                  | Лучшее мужское комедийное исполнение             | «Половое воспитание» | Номинация |
| 2020 | BAFTA Scotland                           | Лучший актёр на телевидении                      | «Половое воспитание» | Победа    |
| 2020 | Золотая Роза                             | Исполнение года                                  | «Половое воспитание» | Победа    |
| 2021 | BAFTA Television Awards                  | Лучшее мужское комедийное исполнение             | «Половое воспитание» | Номинация |
| 2022 | National Comedy Awards                   | Выдающаяся второстепенная роль                   | «Половое воспитание» | Победа    |
| 2022 | Выбор телевизионных критиков             | Лучший второстепенный актёр в комедийном сериале | «Половое воспитание» | Номинация |
| 2022 | BAFTA Television Awards                  | Лучшее мужское комедийное исполнение             | «Половое воспитание» | Номинация |
| 2022 | BAFTA Scotland                           | Лучший актёр на телевидении                      | «Половое воспитание» | Номинация |
| 2022 | BAFTA Scotland                           | Премия зрительских симпатий                      | «Половое воспитание» | Номинация |